# Poni
O Poni é uma província de Burkina Faso localizada na região Sul-Oeste. Sua capital é a cidade de Gaoua.

## Departamentos

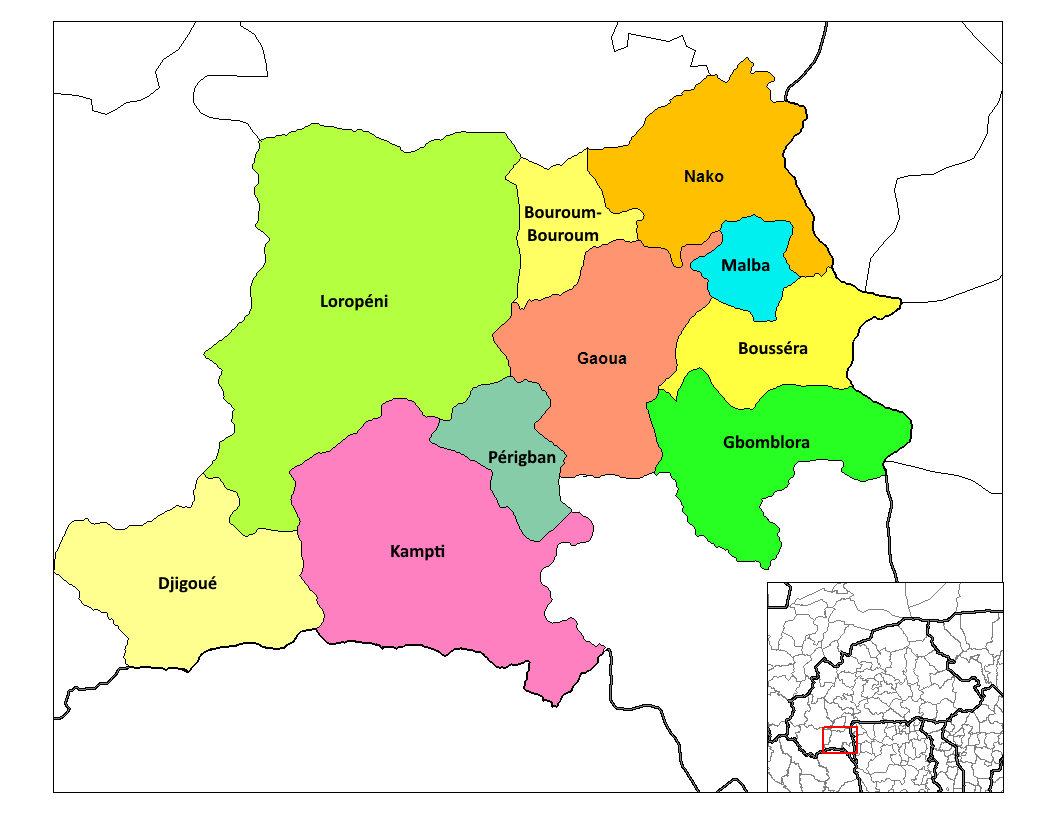
Localização dos diversos departamentos da província do Poni, Burkina Faso

A província do Poni está dividida em dez departamentos:
- Bouroum-Bouroum
- Bousséra
- Djigoué
- Gaoua
- Gbomblora
- Kampti
- Loropéni
- Malba
- Nako
- Périgban